# Opere di Voltaire

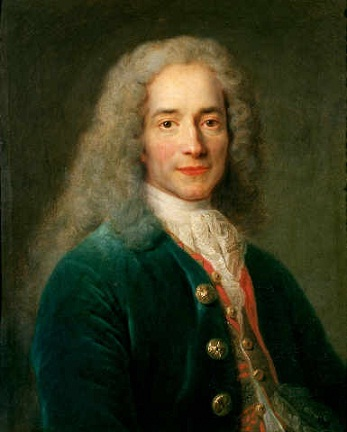
Voltaire

François-Marie Arouet detto Voltaire scrisse moltissime opere appartenenti ai più diversi generi letterari; viene qui riportato un elenco delle principali.

## Elenco

### Narrativa

#### Romanzi
- Candido o l'ottimismo, romanzo filosofico, 1759
- L'ingenuo, romanzo filosofico, 1767

#### Racconti
- Il facchino guercio, racconto, 1746
- Così-sancta, facezia, 1747
- Sogno di Platone, 1748
- Di quel che non si fa e di quel che si potrebbe fare, 1748
- Zadig o Il destino, racconto filosofico, 1748
- Il mondo come va, racconto, 1748
- Memnone o la saggezza umana, 1748
- Lettera di un turco sui fachiri e sul suo amico Bababec, racconto, 1750
- Micromega, racconto filosofico, 1752
- Storia dei viaggi di Scarmentado, 1756
- I due consolati, racconto, 1756
- Relazione del fratello Garassise, 1758
- Storia di un buon brahmano, racconto, 1759
- Pot-pourri, 1761
- Il bianco e il nero, 1764
- Quello che piace alle signore, racconto in versi, 1764
- Jeannot e Colin, racconto, 1764
- Piccola digressione, 1766
- Avventura indiana, 1766
- L'uomo dai quaranta scudi, racconto filosofico, 1768
- La Principessa di Babilonia, racconto, 1768
- Le lettere di Amabed, racconto, 1769
- Il toro bianco, 1772
- Avventura della memoria, 1775
- Le orecchie del conte di Chesterfield e il cappellano Goudman, 1775
- Storia di Jenni ovvero Il saggio e l'ateo, 1775
- L'oste e l'ostessa, divertimento, 1776

#### Dialoghi
- Galimatias drammatico, dialogo, 1757
- Dialogo tra un bramino e un gesuita, 1760
- Dialoghi tra Lucrezio e Posidonio, 1760

### Teatro

#### Commedie
- La festa di Bélébat, commedia, 1725
- L'indiscreto, commedia, 1730
- Gli originali o il Signor Capo Verde, commedia, 1732
- Lo scambio, commedia, 1734
- Il figliol prodigo, commedia, 1736
- L'invidioso, commedia, 1738
- Teresa, opera incompiuta, 1743
- La Principessa di Navarra, commedia balletto, 1745
- La Prude, commedia, 1747
- La femmina che ha ragione, commedia, 1749
- Nanine o Il pregiudizio sconfitto, commedia, 1749
- La scozzese, commedia, 1760
- Il diritto del signore, commedia, 1762
- Il custode, commedia, 1769

#### Tragedie
- Edipo, tragedia, 1718
- Artémire, tragedia, 1720
- Erode e Mariamne, tragedia, 1724
- Bruto, tragedia, 1730
- Erifile, tragedia, 1732
- Zaïre, tragedia, 1732
- Tanis e Zélide ovvero i Re pastori, tragedia, 1733
- Adelaide del Guesclin, tragedia, 1734
- La morte di Cesare, tragedia, 1735
- Alzire o Gli americani, tragedia, 1736
- Zulime, tragedia, 1740
- Maometto ossia il fanatismo, tragedia, 1741
- Mérope, tragedia, 1743
- Semiramide, tragedia, 1748
- Oreste, tragedia, 1750
- Roma salvata ovvero Catilina, tragedia, 1750
- Il Duca d'Alençon o I fratelli nemici, tragedia (variante di Adelaide del Guesclin), 1751
- Amélie o Il Duca de Foix, tragedia (ulteriore variante di Adelaide del Guesclin), 1752
- L'orfano della Cina, tragedia, 1755
- Socrate, tragedia, 1759
- Tancredi, tragedia, 1760
- Olympie, tragedia, 1762
- Il triumvirato, tragedia, 1764
- Gli Sciiti, tragedia, 1767
- Charlot ovvero La Contessa de Givry, dramma, 1767
- I Guèbres o La tolleranza, tragedia, 1769
- I Pelopidi, ovvero Atreo e Tieste, tragedia, 1771
- Le leggi di Minosse, tragedia, 1773
- Sofonisba, tragedia, 1774
- Don Pèdre, tragedia, 1774
- Irene, tragedia, 1778
- Agathocle, tragedia, 1778

### Poemi
- Lettera a Urania, 1722
- La lega o Enrico il grande, poema epico, 1723
- Enriade, epopea, 1728, riedizione de La lega
- Il tempio del gusto, 1733
- Mondain, 1736, seguito da una Difesa
- La Pulzella d'Orléans, poema eroicomico 1755
- Poema sul disastro di Lisbona, 1756
- Poema sulla legge naturale, 1756
- La guerra civile di Ginevra, 1767

### Libretti d'opera
- Sansone, libretto d'opera musicale, 1732
- Pandora, libretto d'opera musicale, 1740
- Il Tempio della gloria, libretto d'opera, 1745
- Il Barone d'Otranto, opera buffa, 1769
- I due barili, opera comica, 1773

### Saggi

#### Autobiografici
- Memorie per servire alla "Vita" del signor Voltaire, scritte da lui medesimo, 1759-1760

#### Critica letteraria
- Dell'anima, 1776

#### Filosofici
- Trattato di metafisica, 1734
- Saggio sulla natura del fuoco, 1738
- Elementi della filosofia di Newton, 1738
- Discorso in versi sull'uomo, 1738
- Discorsi di Voltaire all'Accademia di Francia, 1750
- Saggio sui costumi e lo spirito delle nazioni (Essai sur les mœurs et l'esprit des nations et sur les principaux faits de l'Histoire depuis Charlemagne jusqu'à Louis XIII), 1756
- Storia del dottor Akakia, 1756
- Pensieri per gli sciocchi, 1760
- Dell'orribile pericolo della lettura, saggio, 1765
- Trattato sulla tolleranza, 1763
- Dizionario filosofico, 1764
- Il filosofo ignorante, 1766
- Questioni sull'Enciclopedia, 1770-1772
- Le lettere di Memmio, 1771
- Bisogna prendere una parte, 1772
- Elogio storico della Ragione, 1774
- Dialoghi di Evemero, 1777

#### Polemici
- Il grido del sangue innocente, 1775

#### Politici
- Commentario sullo Spirito delle leggi, 1777

#### Religiosi
- Relazione del gesuita Berthier, 1758
- Il sermone dei cinquanta, 1762
- Questioni sui miracoli, 1765
- Le domande di Zapata, 1766
- L'A, B, C Dio e gli uomini, 1769
- La canonizzazione di san Cucufino, 1769
- La Bibbia spiegata infine da alcuni cappellani di S.M.L.R.D.P., 1776
- Stupidità del cristianesimo, brani editi e inediti raccolti in volume, 2001

#### Storici
- Storia di Carlo XII, re di Svezia, 1730
- Storia dell'Impero di Russia sotto Pietro il Grande, 1759-1763
- Il secolo di Luigi XIV, 1751
- Compendio del secolo di Luigi XV, 1751-1775
- Storia della guerra del 1741, 1748
- La filosofia della storia, 1765

### Epistolario
- Lettere inglesi o Lettere filosofiche, 25 lettere, 1734
- Epistola su Newton, 1736
- Correspondance, 13 voll., 1877-1882
- Corrispondenza con Vauvenargues, lettere inedite, 2006

## Edizioni
- Contes en vers, Paris, Garnier frères, 1877.
- Correspondance. 3, Paris, Garnier frères, 1880.
- Correspondance. 4, Paris, Garnier frères, 1880.
- Correspondance. 5, Paris, Garnier frères, 1880.
- Correspondance. 6, Paris, Garnier frères, 1880.
- Correspondance. 7, Paris, Garnier frères, 1880.
- Correspondance. 8, Paris, Garnier frères, 1880.
- Correspondance. 9, Paris, Garnier frères, 1881.
- Correspondance. 10, Paris, Garnier frères, 1881.
- Correspondance. 11, Paris, Garnier frères, 1881.
- Correspondance. 12, Paris, Garnier frères, 1881.
- Correspondance. 13, Paris, Garnier frères, 1881.
- Correspondance. 14, Paris, Garnier frères, 1882.
- Correspondance. 15, Paris, Garnier frères, 1882.
- Correspondance. 16, Paris, Garnier frères, 1882.
- Correspondance. 17, Paris, Garnier frères, 1882.
- Correspondance. 18, Paris, Garnier frères, 1882.
- Dictionnaire philosophique. 1, Paris, Garnier frères, 1878.
- Dictionnaire philosophique. 2, Paris, Garnier frères, 1878.
- Dictionnaire philosophique. 3, Paris, Garnier frères, 1879.
- Dictionnaire philosophique. 4, Paris, Garnier frères, 1879.
- Études et documents biographiques, Paris, Garnier frères, 1883.
- Mélanges. 6, Paris, Garnier frères, 1879.
- Théatre. 1, Paris, Garnier frères, 1877.
- Opere storiche, a cura di D. Felice, Milano, Bompiani, 2022.
- Trattato sulla tolleranza, a cura di D. Felice, Torino, Einaudi, 2022.
- Il Caso Calas, con il Trattato sulla tolleranza e testi inediti. Edizione critica a cura di Domenico Felice, Bologna, Marietti, 2021.
- Storia dell'affermazione del cristianesimo, a cura di D. Felice, introduzione di R. Campi, Roma, Aracne, 2020.
- Taccuino di pensieri. Vademecum dell'uomo del Terzo Millennio, a cura di D. Felice, prefazione di Ernesto Ferrero, Milano-Udine, Mimesis, 2019.
- Saggio sui costumi e lo spirito delle nazioni, a cura di D. Felice, 2 voll., Torino, Einaudi, 2017.
- Premio della giustizia e dell'umanità, a cura di D. Felice, Milano-Udine, Mimesis, 2015.
- Dizionario Filosofico, a cura di Mario Bonfantini, Collana I Millenni n. 10, Torino, Einaudi, 1950-1959; nuova ed. condotta sul testo critico, a cura di Mario Bonfantini, con uno scritto di Gustave Lanson, Collana NUE n. 106, Torino, Einaudi, 1969-1980; Collana Einaudi tascabili n. 294, Torino, Einaudi.
- Domenico Felice e Riccardo Campi (a cura di), Dizionario filosofico. Tutte le voci del "Dizionario filosofico" e delle "Domande sull'Enciclopedia", Milano, Bompiani, 2013.
- Il Secolo di Luigi XIV, introduzione di Ernesto Sestan, traduzione di Umberto Morra, Collana Scrittori di Storia n. 1, Torino, Einaudi, 1951; Collana I Millenni, Torino, Einaudi, 1971-1978; con un saggio di Giovanni Macchia, Collana Tascabili. Classici n.235, Torino, Einaudi, 1994.
- Storia delle crociate, a cura di Maurizio Ferrara, Firenze, Passigli, 2008.
- Commentario sullo "Spirito delle leggi" di Montesquieu, a cura di D. Felice, Pisa, Ets, 2011.
- Candido, Milano, 1988, traduzione di Riccardo Bacchelli, introduzione e note a cura di Andrea Calzolari
- Correspondance, 13 voll. dall'epistolario a cura di Theodore Besterman, editi dal 1977 al 1993
- Trattato sulla tolleranza. La trincea della ragione contro ogni fanatismo, edizioni Giunti-Demetra, 1993, ISBN 88-7122-819-7.
- Facezie, Macerata, Liberilibri, 1994.
- Stupidità del cristianesimo, Nuovi Equilibri, 2001.
- Vauvenargues-Voltaire: Correspondance 1743-1746, 2006.
- Il terremoto di Lisbona, Mattioli 1885, traduzione di Livio Crescenzi, Fidenza, 2017, ISBN 978-88-6261-608-9.